# IC 4407
IC 4407 је ознака објекта на координатама са ректансцензијом 14h 21m 20,8s и деклинацијом - 5° 59" 35'. Открио га је Вилијам Хенри Финлеј, 20. септембра 1883. Каснијим посматрањима на том положају није уочен никакав астрономски објекат.